# Hohe Munde
Die Hohe Munde ist ein 2662 m ü. A. hoher Berg am Ostende der Mieminger Kette in Tirol. Sie besteht aus dem 2662 m hohen Westgipfel und dem 2592 m hohen Ostgipfel, auch Mundekopf genannt.

## Lage
Die Hohe Munde erhebt sich nördlich des im Inntal gelegenen Orts Telfs. Östlich liegt das Seefelder Plateau mit dem Leutascher Ortsteil Moos. Im Norden wird sie durch das Gaistal vom Wettersteingebirge getrennt. Nach Westen hin setzt sich die Mieminger Kette nach dem Niedere Munde-Sattel (2059 m) mit dem 2469 m hohen Karkopf und der 2719 m hohen Hochwand fort.

## Anstiege
Der Berg ist auf einer unschwierigen, aber gute Kondition erfordernden Bergtour von Moos aus über die Rauthhütte (1605 m) zu erreichen. Die Seilbahn von Leutasch-Moos zur Rauthhütte (Mundelift) ist nicht mehr in Betrieb. Nach dem Lawinenwinter 1999 wurden ab 2005 in den Osthängen des Mundekopfs als Schutz für den Telfer Ortsteil Sagl aufwändige Lawinenverbauungen errichtet. Die Fertigstellung erfolgte im August 2014.
Für trittsichere und erfahrene Bergsteiger kann die Hohe Munde auch vom Sattel der Niederen Munde aus über den Westgrat (Stellen I (UIAA), teilweise versichert) erklommen werden.
Durch die Nord- und Südwände sowohl unter dem West- als auch dem Ostgipfel führen einige teilweise schwierige Kletterrouten.
Über die (bis rund 45 Grad) steile Ostflanke ist im Frühling auch eine Besteigung als Skitour möglich. Dazu sind allerdings sichere Firnverhältnisse und sehr frühes Aufbrechen erforderlich.

## Touristische Erschließung
Den ersten kurzen Bericht über eine Ersteigung der Hohen Munde veröffentlichte Andrä Sauter, Bruder von Anton Sauter und damals Förster in Zirl, 1829 im Kaiserlich Königlich privilegierten Bothen von und für Tirol und Vorarlberg. Er erstieg den Berg von Telfs über die Ostflanke, um botanische Untersuchungen durchzuführen. Die erste bekannte Ersteigung der Hohen Munde über den Westgrat gelang Hermann von Barth am 31. August 1871 von Leutasch aus, wobei er die schwierigste Gratpassage über eine südseitige Felsschlucht umging.

## Trivia
1990 wurde das Drama Munde von Felix Mitterer auf der Hohen Munde uraufgeführt.
2009 spielte die Tatort-Folge Baum der Erlösung teilweise im Gipfelbereich der Hohen Munde.